# 650 років заснування Молдовської держави (серія монет)
650 років заснування Молдовської держави — серія пам'ятних монет випущена Національним банком Молдови 15 червня 2009 року. Тираж кожної монети — 1 000 екземплярів.
Серія випущена в 2009 році і включає в себе монети, які зображають події особливої важливості для історії та національної культури Молдови.
На аверсі монет в центрі — герб Республіки Молдова; у верхній частині — цифра «2009»; в нижній частині — номінал монети; по колу — великими буквами викарбувано «REPUBLICA MOLDOVA».
| Назва                                                                     | Номінал (лей) | Матеріал, проба  | Вага (грам) | Діаметр (мм) | Опис | Реверс |
| ------------------------------------------------------------------------- | ------------- | ---------------- | ----------- | ------------ | --- | ------ |
| Церква «Успіння Пресвятої Богородиці» з Кеушень                           | 20            | срібло, 925/1000 | 8           | 22           | В центрі — зображення церкви «Успіння Пресвятої Богородиці» з Кеушень; напис «sec. XVII»; по колу монети — великими буквами викарбувано напис «BISERICA» ADORMIREA MAICII DOMNULUI «DIN CĂUŞENI».                                      |        |
| Укладення Василя Лупу — перший звід законів, виданий у Країні Молдовській | 50            | срібло, 925/1000 | 14,5        | 28           | В центрі — герб Молдови з Укладу Василя Лупу; в нижній частині — зображення книги; по колу монети — великими буквами викарбувано напис «PRAVILA LUI VASILE LUPU — PRIMUL COD DE LEGI AL ŢĂRII MOLDOVEI».                               |        |
| Молдовські літописці XV—XVIII століть                                     | 100           | срібло, 925/1000 | 22,5        | 34           | В центрі — зображення середньовічного літописця; у верхній частині, по колу — великими літерами викарбувано напис «LETOPISEŢELE MOLDOVENEŞTI»; в нижній частині — праворуч, напис «secolele XV—XVIII».                                 |        |
| Молдова — 650 років                                                       | 200           | золото, 999/1000 | 24,9        | 37           | В центрі — всередині середньовічної розетки, зображення фортеці Сорока, у верхній частині — відкрита корона з п'ятьма видимими зубцями; в нижній частині — великими літерами викарбувано напис «MOLDOVA», на стрічці, напис «650 ANI». |        |